# Batalla de Soissons
La batalla de Soissons, que tuvo lugar en el año 486, enfrentó a las tropas de los francos salios al mando del rey Clodoveo I contra el Reino de Soissons, que representaba los últimos restos del poder romano en la Galia.

## Batalla
Clodoveo se enfrentó a las tropas de Afranio Siagrio, hijo de Egidio, que había sido el último magister militum de Galia, mantenía el control sobre un amplio territorio entre los ríos Mosa y Loira y se autodenominaba «Rey de los Romanos». Afranio Siagrio era de hecho lo último que quedaba del poder romano en Occidente.

## Consecuencias

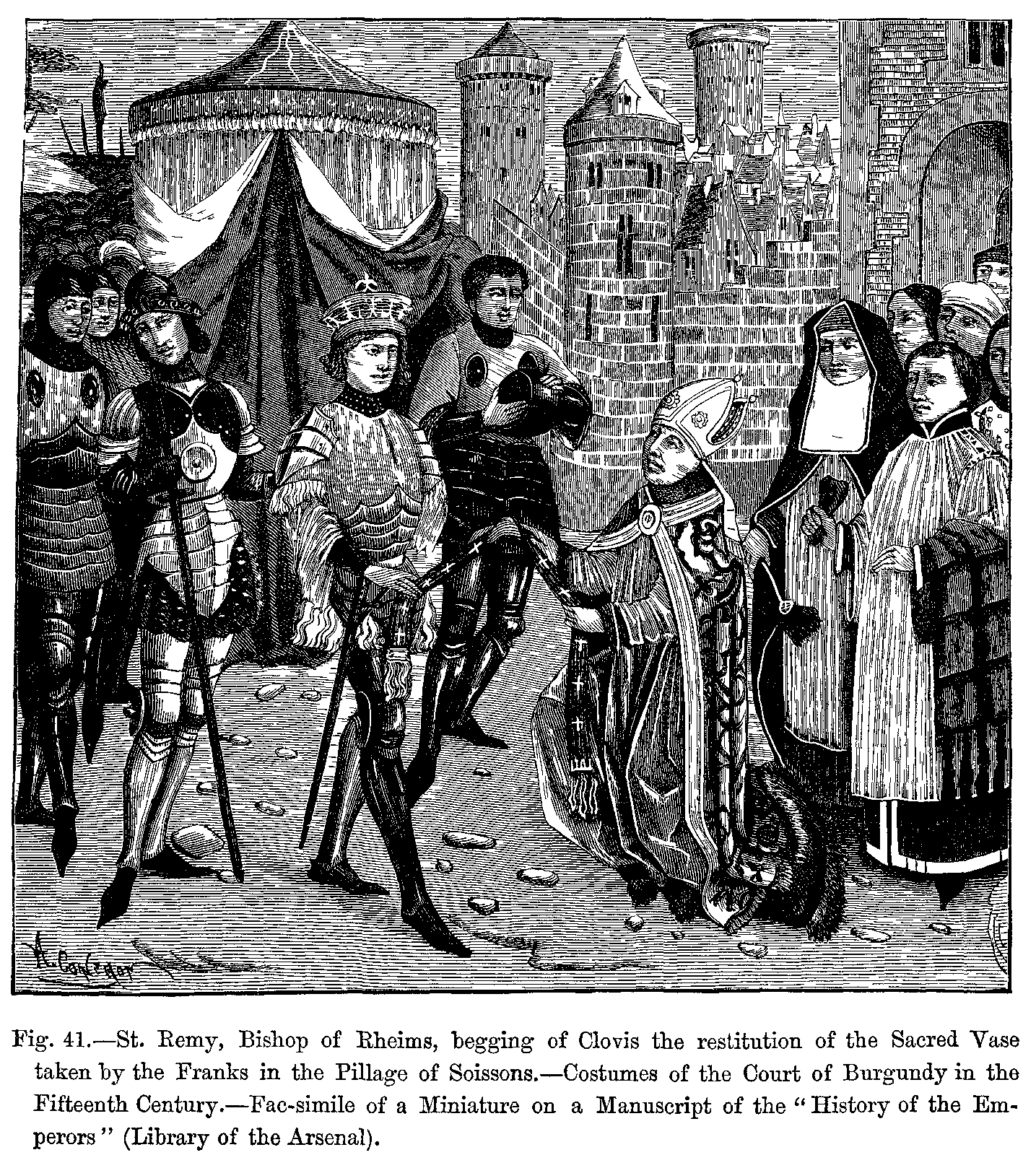
San Remigio, obispo de Reims solicitando a Clodoveo que restituya el jarrón de Soissons.

Tras esta batalla, los francos consiguen controlar toda la zona norte de Galia, tras cinco siglos de dominación romana que comenzó con Julio César. Afranio Siagrio huye al sur del Loira, a la zona controlada por los visigodos, pero estos lo capturan y lo entregan a Clodoveo, que ordena que lo decapiten.